# Camino
Camino (piemontesisch Camin) ist eine italienische Gemeinde (comune) in der Provinz Alessandria (AL), Region Piemont.

## Lage und Einwohner
Camino liegt im Monferrat an der orographisch rechten Uferseite des Po auf einer Höhe von 252 m s.l.m. etwa 47 km nordwestlich von der Provinzhauptstadt Alessandria. Das von Camino südwestlich gelegene Turin ist etwa eine Autostunde entfernt. Das Gemeindegebiet umfasst eine Fläche von 18 km² und grenzt im Norden direkt an die Provinz Vercelli. Die Provinzhauptstadt Vercelli liegt keine 30 Autominuten nordöstlich von Camino. Zum Gemeindegebiet von Camino gehören auch die Fraktionen Brusaschetto, Castel San Pietro, Isolengo, Rocca delle Donne, Piazzano und Zizano. Die Gemeinde hat 737 (Stand 31. Dezember 2023) Einwohner.
Die Nachbargemeinden sind Gabiano, Mombello Monferrato, Morano sul Po, Palazzolo Vercellese, Pontestura, Solonghello und Trino.

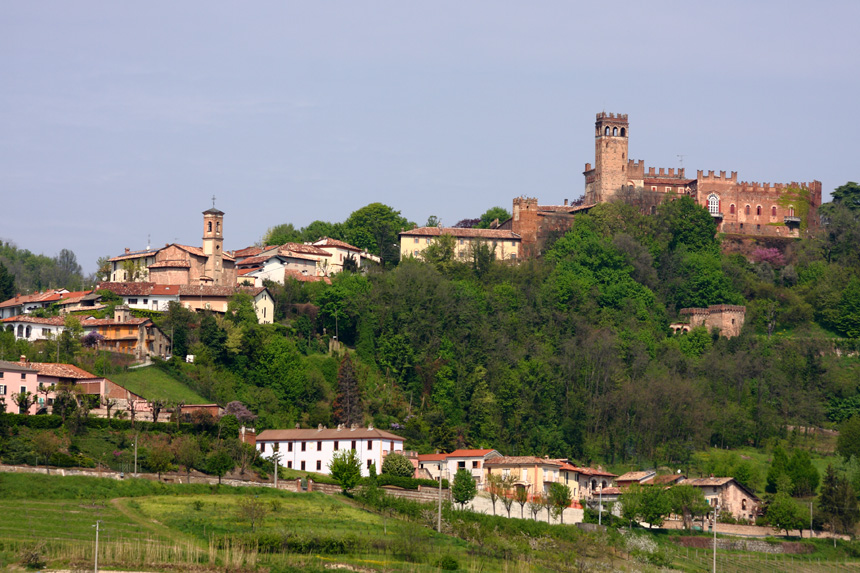
Panorama

## Weinbau in Camino
Einige Parzellen der Rebflächen rund um Camino gehören zur DOC Rubino di Cantavenna. Bei Camino werden auch Reben der Sorte Barbera für den Barbera d’Asti, einen Rotwein mit DOCG Status angebaut.

## Geschichte

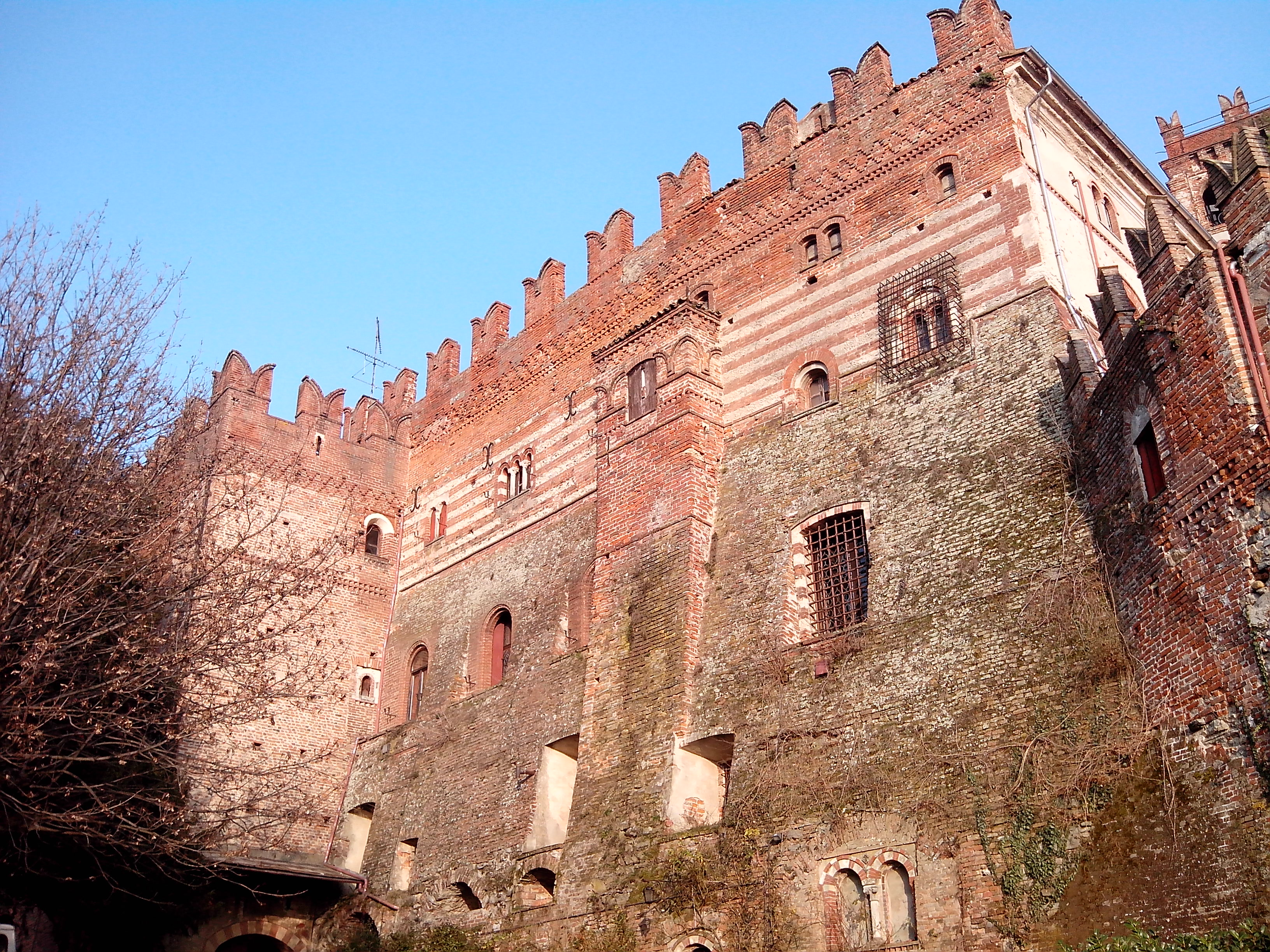
Die Burg von Camino

Seine Ursprünge reichen bis ins Mittelalter zurück. Der Ortsname könnte sich sowohl von der Form der Burg als auch von der Lage des Ortes auf einem der höchsten Hügel des Monferrato, in einer Art Kaminposition, ableiten. Es ist anzunehmen, dass der Ursprung des Begriffs vom lateinischen Caminus stammt, wobei Zeugnisse bis ins 10. Jahrhundert zurückreichen.
Früher war die Gemeinde im Besitz der Bischöfe von Asti, wurde es später von den Markgrafen von Monferrato beherrscht, die es im 14. Jahrhundert als Lehen an die Scarampi von Villanova abtraten. Im Jahr 1434 wurde die Burg vom Gouverneur von Casale belagert, der Scarampo Scarampi von Villanova enthaupteten ließ. Als sie die Nachricht vom Tod des Mannes hörte, starb seine Frau Camilla sofort und es wird gesagt, dass ihr Geist, begleitet von dem ihres kopflosen Mannes, immer noch auf den Zinnen des Herrenhauses, in dem er gelebt hatte, umherwandert und eine charakteristische Form hat, die fast so aussieht ein Schornstein. Allerdings regierte weiterhin dieselbe Familie das Lehen, auch als Monferrato in die Hände der Gonzaga von Mantua und später in die der Savoyer überging.

## Sehenswürdigkeiten
- Die imposante und gut erhaltene Burg aus dem 11. Jahrhundert mit ihrem 40 m hohen gotischen Turm und dem weitläufigen umliegenden Park einen wichtigen Platz einnimmt. Es erhebt sich auf der Spitze eines Hügels und beherbergt im Inneren Räume aus dem 18. Jahrhundert, eine Bibliothek, eine spätgotische Kapelle und verschiedene Kunstwerke, darunter ein Triptychon von Macrino d'Alba und Gemälde von Piero Francesco Guala.
- Dan Kloster aus dem Jahr 1100, das 1492 per päpstlicher Bulle wegen „widerspenstigen Verhaltens“ der Äbtissin und der Nonnen geschlossen wurde.